# Такканд, Владимир Иванович
Владимир Иванович Такканд (15 января 1927, г. Урицк Красносельского района Ленинградской области — 23 сентября 1998) — советский и российский геолог, первооткрыватель месторождений.

## Биография
Окончил Киевский геолого-разведывательный техникум (1948).
- 1948—1949 техник-геофизик Уральской ГФЭ Уральского геофизического треста.
- 1949—1950 начальник Тюменской каротажной партии Уральского геофизического треста.
- 1950—1953 начальник каротажной партии Сибирского геофизического треста, Новосибирск.
- 1953—1958 начальник Тюменской каротажной партии, старший инженер производственного отдела треста «ЗапСибнефтегеофизика».
- 1958—1961 начальник отдела промысловой геофизики ТТГУ.
- 1961—1973 заместитель начальника производственного отдела по геофизическим работам ТТГУ, Главтюменьгеологии.
- 1973—1988 начальник отдела промысловой геофизики, начальник производственно-геофизического отдела по исследованию скважин Управления поисково-разведочных работ на нефть и газ Главтюменьгеологии.

В 1994—1998 гг. председатель Западно-Сибирского отделения Евро-Азиатского геофизического общества.
Участвовал в открытии 45 месторождений нефти и газа Медвежьего месторождения.
Лауреат премии Совета Министров СССР (1987).
Награждён орденом Трудового Красного Знамени (1975), медалями «За заслуги в разведке недр» (1983), «За освоение недр и развитие нефтегазового комплекса Западной Сибири», знаками «Отличник разведки недр» (1967, 1977), «Первооткрыватель месторождения» (1985, Медвежье), «Изобретатель СССР», медалями.